# Чавдар Савов
Чавдар Савов е български строителен инженер, бивш кмет на Враца.

## Биография
Чавдар Савов е роден на 5 февруари 1929 г. във Враца.
Работи като проектант в родния си град. Освен това и като главен инженер в „Химко“ и АЕЦ Козлодуй. От името на СДС е кмет на Враца от 1991 до 1995 г.